# Eggstätt

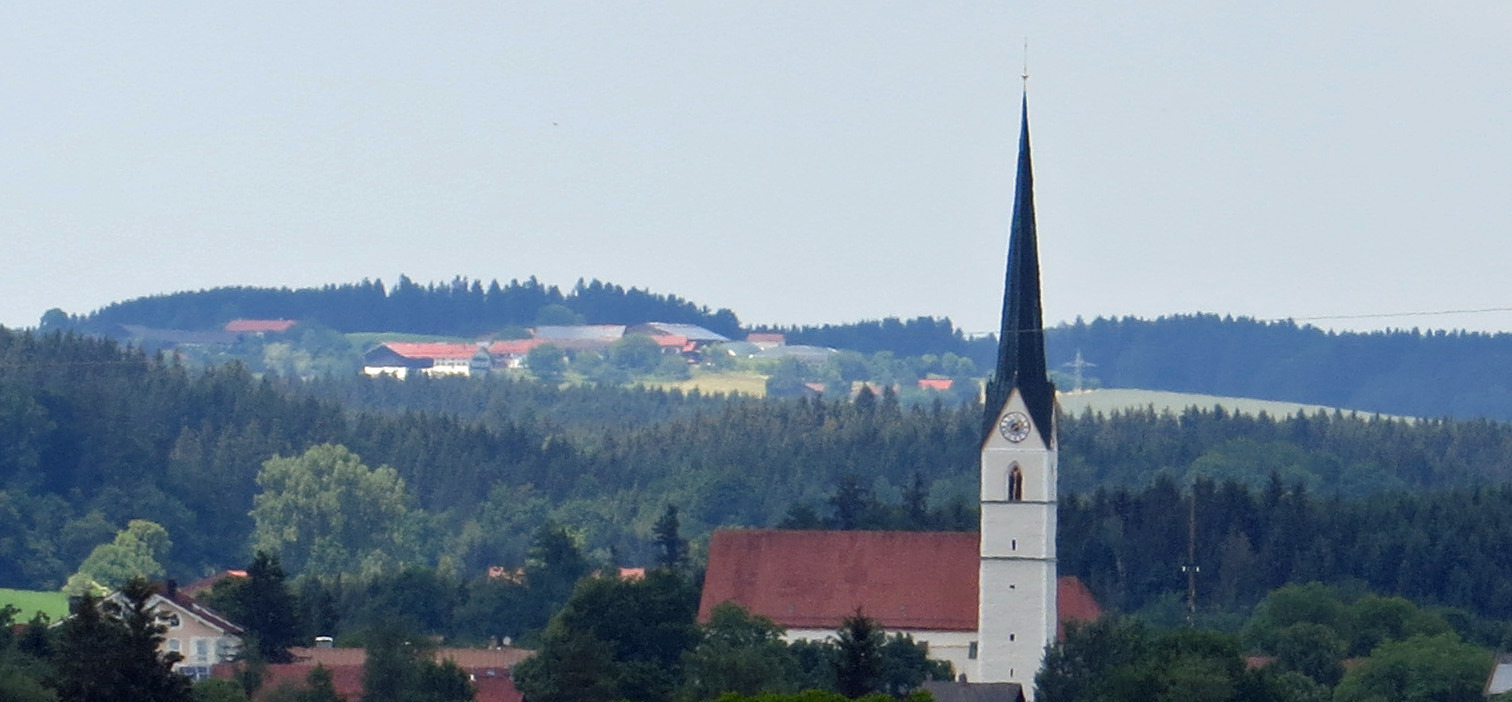
Eggstätt von Süden

Eggstätt ist eine Gemeinde im oberbayerischen Landkreis Rosenheim, die nordwestlich des Chiemsees am Hartsee liegt. Im Gemeindebereich des Ferienortes befinden sich zahlreiche Seen, die mit weiteren Seen im Umkreis die Eggstätter Seenplatte bilden, ein Naturschutzgebiet, das auch Eggstätt-Hemhofer Seenplatte genannt wird. Entstanden ist die Seenplatte in der letzten Eiszeit durch die einstigen Chiemsee- und Inngletscher. Die gleichnamige Ortschaft ist der Hauptort.

## Geografie

### Geografische Lage
Die Gemeinde liegt mitten im Chiemgau und ist umgeben von zahlreichen Seen, darunter der Chiemsee. Die Ortschaft liegt rund 8 km östlich von Bad Endorf, 10 km nördlich von Prien am Chiemsee, 24 km nordöstlich von Rosenheim, 24 km südöstlich von Wasserburg am Inn, 20 km südwestlich von Trostberg und 25 km nordwestlich von Traunstein. Die nächstgelegene Bahnstation befindet sich in Bad Endorf. Eggstätt ist mit der Buslinie 9511 an den Regionalverkehr Oberbayern angeschlossen. Sie verbindet Eggstätt mit Bad Endorf, Rimsting und Prien am Chiemsee.

### Gemeindegliederung
Es gibt 14 Gemeindeteile (in Klammern ist der Siedlungstyp angegeben):
- Aufham (Dorf)
- Bachham (Dorf)
- Buch (Einöde)
- Eggstätt (Pfarrdorf)
- Meisham (Dorf)
- Natzing (Dorf)
- Oberndorf (Dorf)
- Oberulsham (Dorf)
- Straß (Dorf)
- Unterulsham (Weiler)
- Weisham (Dorf)
- Weitmoos (Dorf)
- Wöhr (Einöde)
- Zell (Einöde)

### Natur
Folgende Schutzgebiete berühren das Gemeindegebiet:
- Naturschutzgebiet Eggstätt-Hemhofer Seenplatte (NSG-00154.01)
- Fauna-Flora-Habitat-Gebiet Moorgebiet von Hemhof-Eggstätt bis Seeon (8040-371)
- Vogelschutzgebiet (Vogelschutzrichtlinie der EU) Moorgebiet von Hemhof-Eggstätt bis Seeon (8040-471)

## Geschichte
Vermutlich ist der Ort in vorbajuwarischer Zeit entstanden. Die erste urkundliche Erwähnung war um 925 als „Echistat“. Eggstätt war lange Zeit Sitz eines Amts und wurde im Zuge der Verwaltungsreformen in Bayern 1818 eine politische Gemeinde. Sie wurde 1862 dem neu gebildeten Bezirksamt Traunstein zugeteilt. 
Die amtliche Schreibweise der Gemeinde wurde 1870 von „Eggstädt“ zu „Eggstätt“ geändert.
Seit dem 1. Januar 1900 gehört die Gemeinde zum Bezirksamt Rosenheim, dem heutigen Landkreis Rosenheim. 1978 wurde die Gemeinde Eggstätt Mitglied der Verwaltungsgemeinschaft Breitbrunn am Chiemsee, die sie 1986 wieder verließ.

### Einwohnerentwicklung
Zwischen 1988 und 2018 wuchs die Gemeinde von 2035 auf 2979 um 944 Einwohner bzw. um 46,4 %.

## Politik

### Gemeinderat
14 ehrenamtliche Gemeinderäte bilden zusammen mit dem Ersten Bürgermeister den Gemeinderat von Eggstätt. Nach der Wahl vom 15. März 2020 setzt er sich so zusammen:
- CSU: Hans Plank jun. (2. Bürgermeister), Bene Langl, Helmut Hundhammer, Ludwig Estner
- Grüne: Jacob Illi, Katharina Weinberger, Christoph Stöger
- FBE: Markus Löw, Kajetan Huber, Stefan Meier, Florian Erb
- ÜWG: Gerhard Eder (3. Bürgermeister), Günther Hekele, Marianne Schönhuber

| Verlauf der Sitzverteilungen | Verlauf der Sitzverteilungen | Verlauf der Sitzverteilungen | Verlauf der Sitzverteilungen | Verlauf der Sitzverteilungen |
|                              | 2020                         | 2014                         | 2008                         | 2002                         |
| ---------------------------- | ---------------------------- | ---------------------------- | ---------------------------- | ---------------------------- |
| Sitze insgesamt              | 14                           | 14                           | 14                           | 14                           |
| CSU                          | 4                            | 4                            | 3                            | 6                            |
| Grüne                        | 3                            | -                            | -                            | -                            |
| FBE 1                        | 4                            | 4                            | 3                            | 3                            |
| ÜWG 2                        | 3                            | 6                            | 5                            | 5                            |
| ZEB 3                        | -                            | -                            | 3                            | -                            |

### Bürgermeister
Berufsmäßiger Erster Bürgermeister ist Christoph Kraus (Freie Bürger Eggstätt). Er ist seit 10. Oktober 2023 im Amt.

### Wappen

Altes Wappen

| | Blasonierung: „In Blau zwei schrägrechte silberne Sparren, links oben ein sechsstrahliger goldener Stern.“ |
| Wappenbegründung: Die zwei schrägrechten silbernen Sparren mit dem goldenen Stern entsprechen dem Stammwappen der ortsadligen Herren von Eggstätt (Eckstätter), die schon im 12. Jahrhundert als Zeugen auftreten und in der Gegend begütert waren (1483–1587 Hofmark Brandstätt). Wilhelm Eckstätter ist Anfang des 16. Jahrhunderts als Wasserburger Stadt- und Landrichter belegt. Die Eggstätter sind um 1600 ausgestorben. Die Feldfarbe Blau weist auf die Eggstätt-Hemhofer Seenplatte mit 17 Seen hin, die das Gemeindegebiet landschaftlich prägt und als eines der ältesten Naturschutzgebiete Bayerns auch von touristischer Bedeutung ist. In dem ab 1969 geführten ersten Wappen haben vier silberne Wellenleisten in Grün die Eggstätter Seen und die landwirtschaftliche Struktur des Gemeindegebiets versinnbildlicht. Der Altenmarker Johannes Freutsmiedl entdeckte in den 1980er Jahren das Adelswappen des Uradelsgeschlechts der Eggstätter im Kloster Baumburg bei Altenmarkt a. d. Alz. Die Wappenänderung wurde 1985 genehmigt. | |

## Vereinsleben
- Schützenverein: Jung-Schützen, Alt-Schützen, Moos-Schützen, Säg-Schützen
- Trachtenverein: Gebirgs-Trachten-Erhaltungs-Verein (GTEV) d'Hartseer
- Burschenverein: Katholischer Burschen Verein Eggstätt
- Dirndlschaft: Eggstätter Dirndlschaft
- Arbeiterverein: Katholischer Arbeiterverein Eggstätt
- Sportverein: Allgemeiner Sportverein (ASV) Eggstätt
- Veteranenverein: Krieger- und Soldatenverein Eggstätt
- Musikverein: Musikkapelle Eggstätt, bis 2009 Jugendblaskapelle Eggstätt
- Gartenbauverein: Gartenbauverein Eggstätt
- First Responder: First Responder Chiemsee Nord
- Feuerwehr: Freiwillige Feuerwehr Eggstätt
- Wasserwacht: Wasserwacht Eggstätt

## Ansässige Unternehmen
- Knott GmbH – ehemals MKE (Maschinenbau Knott Eggstätt): Fertigung von Achsen, Bremsen und Trailertechnik
- Fossil (Europe) GmbH – Sonstige Produkte von Fossil (Schmuck, Brillen, Lederwaren etc.): FESCO GmbH

## Persönlichkeiten
- Georg Knott (1914–1994), deutscher Politiker (Bürgermeister, Landrat, MdL).
- Christine Stadler (1922–2001), Bildhauerin und Keramikerin